# Franz Holenia
Franz Holenia (* 19. Mai 1821 in Bleiberg; † 25. Dezember 1882 in Graz) war ein österreichischer Fabrikbesitzer und Politiker.

## Leben
Holenia war der Sohn des Haupt-Bleigewerks Franz Holenia (* 1791; † 21. Juli 1846) und dessen Ehefrau Anna geb. von Neydießer (auch: Neudieser) (* 20. Juni 1198; † 20. Januar 1886). Er war Schwiegersohn von Ludwig Weber. Er war römisch-katholisch und heiratete am 25. April 1859 Elisabeth Weber (* 26. September 1841). Aus der Ehe gingen vier Töchter und zwei Söhne hervor.
Holenia besuchte die Volksschule und wurde 1842 außerordentlicher Bergeleve an der Bergakademie Schemnitz/Selmecbànya/Banska Štiavnica, Slowakei. Er war Mitbesitzer der Gewerkschaft Kadutschen und Direktor der Gewerkschaft Seebach. 1874 ging er als persönlich haftender Gesellschafter der Firma Simon v. Pobeheim in Konkurs und lebte als Privatier in Graz.

## Politik
1848 wurde er stellvertretendes Mitglied im Provisorischen Kärntner Landtag. Vom 18. Februar 1867 bis zum am 21. Mai 1870 war er Abgeordneter im Kärntner Landtag für den Wahlbezirk LGM 5 Villach.